# NGC 979
NGC 979 è una galassia lenticolare circondata da un anello, situata nella costellazione della Balena, a una distanza di circa 250 milioni di anni luce dalla nostra Via Lattea.

## Scoperta
La galassia è stata scoperta il 18 ottobre 1835 dall'astronomo britannico John Herschel.

## Descrizione
NGC 979 presenta una larga riga a 21 cm dell'idrogeno neutro. La galassia è totalmente priva di regioni di idrogeno ionizzato, il che inibisce la possibilità di formazione stellare.